# Вольногорск
Вольногорск (укр. Вільногірськ) — город в Днепропетровской области Украины. Входит в Каменский район. До 2020 года был городом областного подчинения и составлял Вольногорский городской совет.
Является административным центром Вольногорского городского совета, в который не входят другие населённые пункты.

## Географическое положение
Город Вольногорск находится на границе Верхнеднепровского и Криничанского районов, на одном из истоков реки Самоткань. Рядом граница Пятихатского района — пгт Вишнёвое.
К городу примыкают сёла Кринички и Посуньки (Верхнеднепровский район).
По сёлам протекает несколько пересыхающих ручьёв с запрудами. Рельеф равнинный. Со стороны сёл имеется лес небольшой площади. Со стороны горно-металлургического комбината и стеклозавода имеются технологические и мелиоративные пруды (ставки). Климат умеренно континентальный.

## История
Рабочий посёлок был основан здесь 12 августа 1956 года в связи с началом разработки циркон-рутил-ильменитового месторождения редких металлов и строительством горно-металлургического комбината.
В 1958 году посёлку было присвоено название Вольногорск.
В 1964 году пгт. Вольногорск получил статус города районного подчинения Днепропетровской области.
В 1970 году численность населения составляла 19 тыс. человек, здесь действовали горно-металлургический комбинат, завод железобетонных изделий, завод строительных деталей и металлургический техникум.
В 1979 году здесь действовали горно-металлургический комбинат, завод железобетонных изделий, завод «Стройдеталь», завод силикатного кирпича, завод электровакуумного стекла, консервный завод, комбинат бытового обслуживания, металлургический техникум, четыре общеобразовательные школы, музыкальная школа, спортивная школа, больница, поликлиника, Дворец культуры, десять библиотек, кинотеатр и клуб.
В 1989 году численность населения составляла 24,6 тыс. человек, основой экономики являлись добыча и переработка титановых руд на Верхнеднепровском металлургическом комбинате, а также стекольная и иная промышленность.
В мае 1995 года Кабинет министров Украины утвердил решение о приватизации находившихся в городе АТП-11267, завода ЭКМА и завода силикатного кирпича, в июле 1995 года было утверждено решение о приватизации завода железобетонных изделий.
В ноябре 2008 года Вольногорский завод циркониевых огнеупоров был признан банкротом.

## Население
Численность населения города по годам:
- 1140 (1959)[10];
- 19 419 (1970)[11];
- 22 626 (1979)[12];
- 24 620 (1989)[13];
- 24 080 (2001)[14]
- 23 888 (2007)[15];
- 23 745 (2008)[16];
- 23 773 (2009)[17];
- 23 776 (2010)[17];
- 23 735 (2011)[17];
- 23 748 (2012)[18];
- 23 764 (2013)[18];
- 23 766 (2014)[18],
- 19 000 (2024)[19].

По данным переписи 2001 года, украинцы составляли 85,82 % населения Вольногорска, русские — 12,66 %.

### Языковой состав
Родной язык населения по данным переписи 2001 года:
| Язык       | Численность, чел. | Доля     |
| ---------- | ----------------- | -------- |
| Украинский | 19 590            | 81,35 %  |
| Русский    | 4 398             | 18,26 %  |
| Другое     | 92                | 0,39 %   |
| Итого      | 24 080            | 100,00 % |

Украинский язык является основным и единственным официальным языком Вольногорска.
По данным Государственной службы статистики Украины в 2024/25 учебном году все 304 080 учащихся в учреждениях общего среднего образования в Днепропетровской области обучались в украиноязычных классах.

## Экономика
Основные предприятия города:
- Филиал «Вольногорский горно-металлургический комбинат» ПАО «ОГХК»;
- Вольногорский стекольный завод
- ООО ИИ «Цветные металлы»;
- ООО «Вольногорский завод железобетонных изделий».

Ведущее место в промышленной инфраструктуре играет горно-металлургический комплекс.
Продукция отрасли составляет 98,2 % валового продукта по городу.
Основное предприятие города, которое добывает минеральные ресурсы — филиал «Вольногорский горно-металлургический комбинат» ПАО «ОГХК», который является ведущим предприятием металлургической отрасли Украины из производства концентратов редких металлов. Он является сырьевой базой ряда важных для экономики страны отраслей, таких как химическая, электротехническая и машиностроительная.
Основным структурным подразделением является горное производство, которое осуществляет отработку месторождения открытым способом со следующей рекультивацией земель.
Также есть обогатительное производство — дезинтеграция и обесшламливание россыпи, гравитационное, электростатическое и магнитное обогащение, металлургическое производство — химико-металлургические процессы переработки концентратов с выделением соединений диоксида циркония, сульфата циркония, четырёххлористого кремния.
Сегодня комбинат выпускает свыше 50 видов продукции (с 2008 года гораздо меньше), которая имеет спрос как в странах ближнего, так и дальнего зарубежья. В 1995 году комбинат стал членом Международного клуба торговых лидеров, в 1996 году он удостоен международного приза «Золотой глобус».
Предприятия города выпускают железобетонные конструкции, раствор, бетон, стеклянную тару, кирпич, гофротару, стекольные и формовочные пески, цирконовые, рутиловые и ильменитовые концентраты.

## Образование
В Вольногорске действуют пять дошкольно образовательных заведений (детские сады):
- Детский сад № 2, 3, 4, 6, 8

В Вольногорске действуют четыре средних общеобразовательных школы и центр профильного обучения:
- Центр профильного обучения и детского творчества
- Средние школы № 2—5

На территории города находятся два средне-специальных учебных заведения:
- Вольногорский техникум Национальной металлургической академии Украины
- Западно-Днепровский центр профессионально-технического образования

Центры внешкольного обучения:
- Музыкальная школа,
- Дворец культуры и спорта «Металлург»,
- 2 библиотеки,
- Детско-юношеская спортивная школа,
- Спортивный комплекс «Авангард»,

## Культура
- КЗ «Культурно-деловой центр» — основной концертный зал города. Здесь происходят все официальные городские мероприятия, торжественные встречи, конференции и т. д.
- Во Дворце культуры «Металлург» работают 14 коллективов художественной самодеятельности, из них 5 имеют звание «народный».
- Коллективы ДК «Металлург» являются победителями многих областных конкурсов народного творчества и хореографического искусства, а также гастролировали по Венгрии и Молдавии.

## Транспорт
Грузопассажирская станция Вольногорск на линии Верховцево — Пятихатки Приднепровской железной дороги с подъездными путями к промышленным предприятиям города.
Также через город проходят автомобильные дороги Т-0415 и Т-0423.

## Достопримечательности
- Аллея славы — аллея выложена из специальной каменной плитки красного цвета. Открыта 9 мая 2005 г. в честь 60-ти летия победы в Великой Отечественной войне 1941—1945 гг.
- Мемориал памяти «Могила Неизвестного солдата»
- Памятник «Пушка» — пушка времён Великой Отечественной войны. Открыт 9 мая 2005 г. в честь 60-ти летия Победы
- Памятник «Якорь» — железный якорь, установленный в ознаменование дружбы громады города и водолазного бота ВМС Украины «„Вільногірськ“ U707»
- бюст Т. Г. Шевченко
- Памятник Виктору Викторовичу Варэну — первому директору Вольногорского ГМК
- Памятник Владимиру Демьяновичу Мамонтову — директору треста «Днепрметаллургстрой», начинавшему строительство Вольногорского ГМК и города
- Стела в честь основания города
- Памятник Тарасову, лётчику, повторившему в районе будущего города подвиг Гастелло.
- Стела, посвящённая памяти Юрия Алексеевича Гагарина — первого человека в космосе
- Памятник Воинам-афганцам и участникам боевых действий